# Artur Victor Guimarães
Artur Victor Guimarães, noto con il solo prenome Artur (Fortaleza, 15 febbraio 1998), è un calciatore brasiliano, attaccante del Botafogo.

## Carriera

### Club
Cresciuto nelle giovanili del Palmeiras, ha debuttato l'11 dicembre 2016 nel match vinto 2-1 contro il Vitória.

### Nazionale
Con la nazionale Under-20 brasiliana ha preso parte al campionato sudamericano Under-20 2017, collezionando 2 presenze.

## Statistiche

### Presenze e reti nei club
Statistiche aggiornate al 28 febbraio 2025.
| Stagione                     | Squadra                      | Campionato                   | Campionato | Campionato | Coppe nazionali | Coppe nazionali | Coppe nazionali | Coppe continentali | Coppe continentali | Coppe continentali | Altre coppe | Altre coppe | Altre coppe | Totale | Totale |
| Stagione                     | Squadra                      | Comp                         | Pres       | Reti       | Comp            | Pres            | Reti            | Comp               | Pres               | Reti               | Comp        | Pres        | Reti        | Pres   | Reti   |
| ---------------------------- | ---------------------------- | ---------------------------- | ---------- | ---------- | --------------- | --------------- | --------------- | ------------------ | ------------------ | ------------------ | ----------- | ----------- | ----------- | ------ | ------ |
| 2016                         | Palmeiras                    | A1/SP+A                      | 0+1        | 0          | CB              | -               | -               | CL                 | -                  | -                  | -           | -           | -           | 1      | 0      |
| feb.-mar. 2017               | Grêmio Novorizontino         | A1/SP                        | 5          | 0          | CB              | -               | -               | -                  | -                  | -                  | -           | -           | -           | 5      | 0      |
| apr.-nov. 2017               | Londrina                     | A1/PR+B                      | 0+36       | 0+8        | CB              | -               | -               | -                  | -                  | -                  | PL          | 3           | 0           | 39     | 8      |
| 2018                         | Palmeiras                    | A1/SP+A                      | 0+5        | 0          | CB              | 2               | 0               | CL                 | -                  | -                  | -           | -           | -           | 7      | 0      |
| 2019                         | Bahia                        | PD/BA+A                      | 7+32       | 1+7        | CB+CdN          | 9+7             | 1+1             | CS                 | 2                  | 0                  | -           | -           | -           | 57     | 10     |
| 2020                         | RB Bragantino                | A1/SP+A                      | 10+33      | 3+1        | CB              | 2               | 0               | -                  | -                  | -                  | -           | -           | -           | 45     | 4      |
| 2021                         | RB Bragantino                | A1/SP+A                      | 11+30      | 0+12       | CB              | 4               | 2               | CS                 | 13                 | 7                  | -           | -           | -           | 58     | 21     |
| 2022                         | RB Bragantino                | A1/SP+A                      | 12+33      | 4+6        | CB              | 1               | 0               | CL                 | 3                  | 0                  | -           | -           | -           | 49     | 10     |
| gen.-mar. 2023               | RB Bragantino                | A1/SP+A                      | 14+0       | 3+0        | CB              | 2               | 0               | CS                 | -                  | -                  | -           | -           | -           | 16     | 3      |
| Totale Red Bull Bragantino   | Totale Red Bull Bragantino   | Totale Red Bull Bragantino   | 47+96      | 10+19      |                 | 9               | 2               |                    | 16                 | 7                  |             | -           | -           | 168    | 38     |
| apr.-dic. 2023               | Palmeiras                    | A1/SP+A                      | 0+31       | 0+5        | CB              | 0               | 0               | CL                 | 12                 | 5                  | -           | -           | -           | 43     | 10     |
| Totale Palmeiras             | Totale Palmeiras             | Totale Palmeiras             | 31+6       | 0+5        |                 | 2               | 0               |                    | 12                 | 5                  |             | -           | -           | 51     | 10     |
| gen.-giu. 2024               | Zenit San Pietroburgo        | PL                           | 11         | 3          | KR              | 6               | 0               | -                  | -                  | -                  | SR          | -           | -           | 17     | 3      |
| 2024-gen. 2025               | Zenit San Pietroburgo        | PL                           | 11         | 1          | KR              | 7               | 3               | -                  | -                  | -                  | SR          | 1           | 0           | 19     | 4      |
| Totale Zenit San Pietroburgo | Totale Zenit San Pietroburgo | Totale Zenit San Pietroburgo | 22         | 4          |                 | 13              | 3               |                    | -                  | -                  |             | 1           | 0           | 36     | 7      |
| 2025                         | Botafogo                     | A/RJ+A                       | 1+0        | 0          | CB              | 0               | 0               | CL                 | 0                  | 0                  | SB+RS       | 1+1         | 0           | 3      | 0      |
| Totale carriera              | Totale carriera              | Totale carriera              | 283        | 54         |                 | 40              | 7               |                    | 30                 | 12                 |             | 6           | 0           | 359    | 73     |

## Palmarès
- Campionato brasiliano: 3

Palmeiras: 2016, 2018, 2023
- Campionato russo: 1

Zenit San Pietroburgo: 2023-2024
- Coppa di Russia: 1

Zenit San Pietroburgo: 2023-2024
- Supercoppa di Russia: 1

Zenit San Pietroburgo: 2024